# Далёкое (Крым)
Далёкое (до 1948 года Чеголта́й Тата́рский; укр. Далеке, крымскотат. Tatar Çağaltay, Татар Чагъалтай) — село, расположенное на территории Черноморского района Республики Крым, центр Далёковского сельского поселения (согласно административно-территориальному делению Украины — Далёковского сельского совета Автономной Республики Крым).

## Население
| 2001 | 2014 |
| ---- | ---- |
| 1031 | ↘782 |

Всеукраинская перепись 2001 года показала следующее распределение по носителям языка
| Язык             | Процент |
| ---------------- | ------- |
| русский          | 50.82   |
| крымскотатарский | 27.35   |
| украинский       | 14.67   |
| другие           | 0.53    |

### Динамика численности
| - 1864 год — 47 чел. - 1889 год — 123 чел. - 1892 год — 81 чел. - 1900 год — 194 чел. - 1915 год — 193/4 чел. - 1926 год — 233 чел. | - 1939 год — 305 чел. - 1974 год — 752 чел. - 1989 год — 1044 чел. - 2001 год — 1031 чел. - 2009 год — 1009 чел. - 2014 год — 782 чел. |

## География
Далёкое — село на северо-востоке района, на Тарханкутской возвышенности, у границы с Раздольненским районом, высота центра села над уровнем моря — 35 м. Ближайшие населённые пункты — Владимировка в 4 км на юго-запад, Северное в 2,5 км на северо-запад и Журавлёвка в 2 км на юг. Расстояние до райцентра около 39 километров (по шоссе), ближайшая железнодорожная станция — Евпатория — примерно 62 километра. Транспортное сообщение осуществляется по региональным автодорогам 35К-012 Черноморское — Воинка и 35Н-602 Далёкое — Знаменское (по украинской классификации — Т-0107 и С-0-11701).

## Современное состояние
На 2016 год в Далёком числится 10 улиц и 2 переулка; на 2009 год, по данным сельсовета, село занимало площадь 147,7 гектара, на которой в 344 дворах числилось 1009 жителей. В селе действуют общеобразовательная средняя школа, детский сад «Парус», Дом культуры, библиотека-филиал № 2, аптека, филиал банка, парикмахерская, 2 магазина, амбулатория общей практики семейной медицины, почтовое отделение, мечеть Татар Чагалтай джамиси, церковь «Всех Скорбящих Радость». Село связано автобусным сообщением с райцентром, Симферополем и соседними населёнными пунктами. Инфраструктура представлена автобусной остановкой, амбулаторией, православным храмом, общественным туалетом.

## История
Есть сведения, что селение известно с XVI века, а первое документальное упоминание села встречается в Камеральном Описании Крыма… 1784 года, судя по которому, в последний период Крымского ханства Чок входил в Мангытский кадылык Козловскаго каймаканства. Видимо, после присоединения Крыма к России (8) 19 апреля 1783 года, вследствие эмиграции крымских татар в Турцию, деревня опустела, поскольку в доступных ревизских документах до середины XIX века не встречается. Территориально, по новому административному делению, после создания 8 (20) октября 1802 года Таврической губернии, Чеголтай находился в Яшпетской волости Евпаторийского уезда. На военно-топографической карте 1817 года деревня Шагалдай обозначена пустующей, на карте 1836 года в деревне 7 дворов, а на карте 1842 года, как Чагилтай — условным знаком «малая деревня», то есть, менее 5 дворов.
Когда началось повторное заселение деревни — не установлено. В 1860-х годах, после земской реформы Александра II, её приписали к Курман-Аджинской волости и в «Списке населённых мест Таврической губернии по сведениям 1864 года», составленном по результатам VIII ревизии 1864 года, Чеголтай — владельческая татарская деревня, с 11 дворами, 47 жителями и мечетью при колодцах. По обследованиям профессора А. Н. Козловского 1867 года, вода в колодцах деревни Чегелтой была пресная, а их глубина колебалась от 42 до 30 саженей (42—64 м). На трехверстовой карте Шуберта 1865—1876 года в деревне Чагилтай обозначено 11 дворов.
В «Памятной книге Таврической губернии 1889 года», по результатам Х ревизии 1887 года, в деревне Чогалтай числилось 22 двора и 123 жителя. Согласно «…Памятной книжке Таврической губернии на 1892 год», в деревне Чеголдай, входившей в Отузский участок, был 81 житель в 12 домохозяйствах.
Земская реформа 1890-х годов в Евпаторийском уезде прошла после 1892 года, в результате Чеголтай приписали к Агайской волости.
По «…Памятной книжке Таврической губернии на 1900 год» в деревне числилось 194 жителя в 32 дворах. По Статистическому справочнику Таврической губернии. Ч.II-я. Статистический очерк, выпуск пятый Евпаторийский уезд, 1915 год, в деревне Чеголтай татарский Агайской волости Евпаторийского уезда числилось 35 дворов с русским населением (1 двор с землёй, 34 — безземельные) в количестве 193 человека приписных жителей и 4 — «посторонних», из которых 56 мужчин и 52 женщины. Жители владели 1100 десятинами удобной земли. В хозяйствах имелось 146 лошадей, 18 волов, 20 коров и 600 голов мелкого скота.
После установления в Крыму Советской власти, по постановлению Крымревкома от 8 января 1921 года № 206 «Об изменении административных границ» была упразднена волостная система и в составе Евпаторийского уезда был образован Бакальский район, в который включили село, а в 1922 году уезды получили название округов. 11 октября 1923 года, согласно постановлению ВЦИК, в административное деление Крымской АССР были внесены изменения, в результате которых округа были отменены, Бакальский район упразднён и село вошло в состав Евпаторийского района. Согласно Списку населённых пунктов Крымской АССР по Всесоюзной переписи 17 декабря 1926 года, в селе Чеголтай (татарский), Киргиз-Казацкого сельсовета Евпаторийского района, числилось 50 дворов, все крестьянские, население составляло 233 человека, из них 223 татарина и 10 белорусов, действовала татарская школа. Согласно постановлению КрымЦИКа от 30 октября 1930 года «О реорганизации сети районов Крымской АССР», был восстановлен Ак-Мечетский район (по другим данным 15 сентября 1931 года) и село включили в его состав. В годы коллективизции в Чеголтае был образован колхоз имени Сталина, который существовал до апреля 1956 года. По данным всесоюзная перепись населения 1939 года в селе проживало 305 человек.
В годы Великой Отечественной войны на фронтах сражались 144 жителя села, 48 из них погибли, 59 награждены орденами и медалями. В их честь в 1967 году в центре села установлен памятный знак работы скульптора Николая Ильича Смуругова в виде обелиска на постаменте с мемориальной доской. Постановлением Совета министров Республики Крым № 627 от 20 декабря 2016 года памятник отнесён к категории объектов культурно-исторического наследия России регионального значения.
В 1944 году, после освобождения Крыма от фашистов, согласно Постановлению ГКО № 5859 от 11 мая 1944 года, 18 мая крымские татары были депортированы в Среднюю Азию. С 25 июня 1946 года Чеголтай в составе Крымской области РСФСР. В селе действовал колхоз имени Молотова.
Указом Президиума Верховного Совета РСФСР от 18 мая 1948 года, Чеголтай татарский переименовали в Далёкое. Первые переселенцы, в свете постановления № ГОКО-6372с «О переселении колхозников в районы Крыма», прибыли в село а 1947—1948 годах, а с начала 1950-х годов, в ходе второй волны переселения, в Черноморский район приезжали переселенцы из различных областей Украины. 26 апреля 1954 года Крымская область была передана из состава РСФСР в состав УССР. В апреле 1956 года колхоз имени Сталина был включён в совхоз-гигант «Черноморский», а в 1962 год произошло разукрупнение и в селе образован совхоз «Дальний» (впоследствии — им. 60-летия СССР, с марта 1992 года вновь «Дальний»). Время включения в состав Межводненского сельсовета пока не выяснено: на 15 июня 1960 года село уже числилось в его составе. 1 октября 1966 года образован Далёковский сельсовет. По данным переписи 1989 года в селе проживало 1044 человек. С 12 февраля 1991 года село в восстановленной Крымской АССР, 26 февраля 1992 года переименованной в Автономную Республику Крым. С 21 марта 2014 года — де-факто в составе Республики Крым России.